# Jacob Appelbaum
Jacob Appelbaum (narozený 1. dubna 1983) je americký nezávislý žurnalista, počítačový bezpečnostní technik a hacker. Byl zaměstnaný na University of Washington. Je jeden ze zakladatelů projektu Tor, svobodného softwaru pro poskytnutí online anonymity. Je znám reprezentováním WikiLeaks. Spolupracoval s umělci jako Laura Poitras, Trevor Paglen a Ai Weiwei. Jeho články publikoval Der Spiegel a mnoho dalších novinářských organizací. Byl opakovaně cílem vládních složek U.S., které obdržely soudní příkaz k získání dat z jeho účtu na sociální síti Twitter a sebraly a zabavily mu laptop a několik mobilních telefonů.
Pod pseudonymem „ioerror“ byl aktivním členem hackerské komunity Kultu mrtvé krávy mezi lety 2008 a 2016. Byl spoluzakladatel hackerspace Noisebridge v San Franciscu a Seattle Privacy Coalition. Pracoval pro Kink.com, Greenpeace a byl dobrovolníkem v Ruckus society a Rainforest Action Network.

## Kariéra
Appelbaum byl jedním z lidí, kteří získali přístup k tajným dokumentům Edwarda Snowdena odhalených v roce 2013. Značně přispěl jako novinář ke zveřejnění těchto dokumentů.
Dne 23. října 2013 publikoval Appelbaum společně s dalšími novináři v Der Spiegelu reportáž o sledování osobního telefonu Angely Merkelové vládou USA. K tomu všemu tým Der Spiegelu publikoval tvrzení, že ambasáda USA v Berlíně je používána k elektronickému sledování lidí v Německu. Na základě tohoto skandálu přirovnala Angela Merkelová, během telefonátu s americkým prezidentem Barackem Obamou, Národní Bezpečnostní Agenturu (NSA) k východoněmecké Stasi.
Za reportáže o Merkelové vyhráli v roce 2014 cenu Henriho Nannena za investigativní žurnalistiku.
Dne 28. prosince 2013 prezentoval v Chaos Communication Congress (CCC) dokumenty (katalog NSA ANT) ukazující, že NSA je schopná proměnit iPhone v odposlouchávací zařízení a vyvinula zařízení pro sběr elektronických informací z počítačů i přesto, že počítač není připojený k síti.
Dne 3. července 2014 byl v německém vysílání odhalen program na elektronické sledování XKeyScore včetně zdrojového kódu, který ukázal, že cílem byl i počítač Appelbauma.
V prosinci 2014 Der Spiegel čerpal z dokumentů Edwarda Snowdena, aby zhodnotil schopnost NSA prolomit zašifrovanou internetovou komunikaci. V dalším článku popisuje, jak britské a americké tajné služby používají tajné sledování pro zaměření cílů pro cílené zabití - obvykle šlo o bojovníky podezřelé z bojování za Tálibán nebo pašeráky drog.
Appelbaum několikrát vystoupil v pořadu Democracy Now! jako bezpečnostní výzkumník, aktivista za soukromí a cíl elektronického sledování ze strany vlády. Vystoupil s Julianem Assangem ve World Tomorrow (Epizody 8 & 9 „Cypherpunks“).
Přispěl do knihy Juliana Assange Cypherpunks: Freedom and the Future of the Internet společně s Andy Müller-Maguhnem a Jérémie Zimmermannem.
Do 8. června 2016 byl členem Freedom of the Press Foundation. V květnu stejného roku také opustil Tor projekt po obvinění ze sexuálně agresivního chování.

## Aktivismus
Appelbaum reprezentoval zakladatele WikiLeaks Juliana Assange na HOPE konferenci v roce 2010. FBI měla v úmyslu ho po jeho řeči zadržet, ale organizátoři ho pustili jiným východem.

### Sledován
Appelbaum věří, že byl sledován vládou od roku 2009. V rozhovoru řekl že život v Německu mu dává pocit úlevy od sledování ze strany USA. Appelbaum popsal mnoho sledovacích akcí, které souvisí s WikiLeaks, ochranou soukromí a se vztahy s dalšími aktivisty za ochranu soukromí, zejména s reportéry spojenými s Edwardem Snowdenem. V prosinci 2013 uvedl, že podezřívá vládu USA, že se mu vloupala do apartmánu v Berlíně.
Během svých cest byl několikrát zadržen na letišti a všechna jeho zařízení byla zabavena.